# Chromosoom 20
Chromosoom 20 is een chromosoom in het menselijk lichaam dat ongeveer 64 miljoen basenparen DNA bevat. Het staat voor ongeveer 2 procent van het totale DNA in cellen.
Op chromosoom 20 zijn 24 genen bekend (anno 2008) die de oorzaak van een ziekte kunnen vormen.

## Te herleiden aandoeningen
Aanleg voor onder meer de volgende aandoeningen is te herleiden tot een fout (een verkeerde structuur of aantal basenparen) op chromosoom 20:
- het syndroom van Alagille (vermoedelijk)
- de ziekte van Creutzfeldt-Jakob
- het syndroom van Hallervorden-Spatz (afbraak van zenuwcellen)
- kindereczeem
- obesitas
- ouderdomsdiabetes type 2
- SCID, door een beschadiging van het ADA-gen, dat adenosine deaminase (enzym) codeert

1 ·
2 ·
3 ·
4 ·
5 ·
6 ·
7 ·
8 ·
9 ·
10 ·
11 ·
12 ·
13 ·
14 ·
15 ·
16 ·
17 ·
18 ·
19 ·
20 ·
21 ·
22 ·
X ·
Y